# Крейг, Уильям Лейн
Уи́льям Лейн Крейг (англ. William Lane Craig; родился  23 августа 1949, Пеория, Иллинойс, США) — американский аналитический философ, историк, христианский теолог и христианский апологет. В 2016 году Уильям Лейн Крейг попал в число 50 самых влиятельных ныне живущих философов. Что касается его дискуссионных навыков, Сэм Харрис однажды описал Крейга как «христианского апологета, который, вложил страх перед Богом во многих моих друзей-атеистов».
Крейг получил известность благодаря своим пяти аргументам в пользу существования Бога (включая исторический аргумент в пользу Воскресения Иисуса Христа).
Принимал участие в дебатах о существовании Бога с такими общественными деятелями и учёными, как Кристофер Хитченс, Лоуренс Краусс, Сэм Харрис. Крейг создал и работает онлайн на сайте ReasonableFaith.org. Он является автором многочисленных книг, в том числе «Разумная вера», которая создавалась как набор лекций для его апологетических классов.

## Биография
Крейг является вторым из трёх детей, рожденных Мэллори и Дорис Крейг в Пеории, Иллинойс.
В возрасте шестнадцати лет, в средней школе, он впервые услышал послание христианского Евангелия и уверовал в Иисуса Христа. Крейг учился в Уитон-колледже (B. A. 1971) и в аспирантуре Евангелической теологической школы святой Троицы (А. М. 1974; М. А. 1975). Получил степень доктора философии в Бирмингемском университете (1977), а также степень доктора теологии в Мюнхенском университете (Германия) (1984). В 1980-86 гг. преподавал философию религии в Евангелической теологической школе святой Троицы. В 1987 году с семьёй переехал в Брюссель (Бельгия), где проводил исследования в Лёвенском католическом университете до 1994 года.
Профессор философии в Талботской теологической школе в Ла-Мирада, Калифорния. Также является профессором Биолского университета и Хьюстонского баптистского университета.
Живёт в Атланте, штат Джорджия, вместе с женой Ян и их двумя детьми.

### Пять аргументов в пользу существования Бога
Уильям Крейг выделяет пять аргументов в пользу существования Бога, используя при этом простые силлогизмы:
- Существование Бога объясняет происхождение Вселенной.

1. У всего, что имеет начало, есть причина.
2. Вселенная имеет начало.
3. Следовательно, у Вселенной есть причина. Поскольку обе посылки справедливы, вывод неизбежен.
- Существование Бога объясняет приспособленность Вселенной для разумной жизни.

1. Своей тонкой настройкой Вселенная обязана либо физической необходимости, либо случаю, либо разумному замыслу.
2. Причиной тонкой настройки не была физическая необходимость или случайность.
3. Таким образом, она появилась в результате разумного замысла.
- Существование Бога объясняет наличие в мире объективных нравственных ценностей

1. Если Бога нет, не существует и объективных нравственных ценностей.
2. Объективные нравственные ценности существуют.
3. Следовательно, Бог есть.
- Существование Бога объясняет исторические факты жизни, смерти и воскресения Иисуса.

1. Есть три несомненных факта относительно участи Иисуса из Назарета: находка Его пустой гробницы, Его посмертные явления и вера Его учеников в Воскресение.
2. Гипотеза о том, что Бог воскресил Иисуса из мертвых, объясняет все эти факты наилучшим образом.
3. Из гипотезы о том, что Бог воскресил Иисуса из мертвых, вытекает, что Бог, о Котором говорил Иисус из Назарета, существует.
4. Следовательно, Бог, о Котором говорил Иисус из Назарета, существует.
- Бога можно познать лично

1. Убеждения, имеющие под собой достаточное основание, могут быть рационально приняты как фундаментальные убеждения, не основанные на аргументах.
2. Вера в существование библейского Бога имеет под собой достаточное основание.
3. Следовательно, вера в существование библейского Бога может быть рационально принята как фундаментальное убеждение, не основанное на аргументах.